# Благодійний фонд Семена Семенченка
Благодійна організація «Благодійний фонд Семена Семенченка» — українська благодійна неурядова організація.
Фонд був заснований 13 січня 2015 року за ініціативою народного депутата Верховної Ради України, почесного командира  2-го Батальйону спеціального призначення «Донбас» Семена Семенченка.

## Місія фонду
Стати платформою, яка розробляє соціальні моделі для подальшого застосування їх на державному рівні.

## Мета фонду
Головною метою фонду є здійснення благодійної діяльності, що спрямована на сприяння становленню людей нового покоління — професійних, патріотичних, етнічних українців, які турбуються про розвиток демократії та соціальної справедливості в суспільстві.
Діяльність фонду та його програми реалізуються конкретними справами, проєктами та програмами, що підтримують бійців, їхні сім'ї, захищають та розвивають дітей і молодь за рахунок благодійних, спонсорських внесків та пожертвувань у вигляді фінансових, матеріальних ресурсів та благодійних послуг.

## Органи управління фондом
Органами управління фонду є: Загальні збори учасників, Президент фонду та Наглядова рада.
Президент благодійного фонду — Гоцуцов Дмитро Миколайович.

## Основні напрями діяльності фонду
1. Забезпечення добровольчих рухів необхідними засобами захисту.
2. Матеріальна допомога хворим бійцям ООС.
3. Забезпечення патріотичного виховання молоді.
4. Сприяння соціальній реабілітації та адаптації бійців ООС, переселенців та їхніх сімей.
5. Участь у розвитку регіональних програм, у тому числі освітніх, що сприяють розвитку місцевого самоврядування.
6. Організація благодійних заходів різних напрямів, спрямованих на інформування населення про наявні в суспільстві проблеми.
7. Допомога громадянам, які постраждали внаслідок стихійного лиха, екологічних, техногенних та інших катастроф, внаслідок соціальних конфліктів, нещасних випадків, а також жертвам репресій, біженцям.

## Проєкти

### Цивільна оборона
Соціальний проєкт «Цивільна оборона» — патріотичне виховання школярів (10-11 клас) і спосіб дати їм базові знання про військову справу. Сформувати мотивацію до самостійного пошуку необхідної інформації, підвищити пізнавальну активність підлітків при вивченні військової справи.
Мета проєкту — зробити так, щоб підліток відчував причетність з військовою славою героїв, які захищали або захищають нашу батьківщину. Щоб кожен підліток в зоні Донецької, Дніпропетровської, Запорізької, Луганської областей знав свої дії у випадку, якщо відбудеться ситуація захоплення в його місті.

### Реабілітація та соціалізація сімей бійців АТО та ООС та переселенців
У рамках проєкту розроблено трьохступеневий метод реабілітації:
1. Соціалізація (шляхом здійснення поїздок на декілька днів та більш тривалих поїздок (10-14 днів), в рамках яких учасники мають можливість спілкуватися, відвідувати різноманітні екскурсії разом зі своїми дітьми, під час поїздки брати участь у бізнес-тренінгах, лекціях із психології тощо);
2. Активність (задійснення учасників програми, як організаторів поїздок та волонтерів на різноманітних заходах тощо);
3. Матеріальна допомога (гуманітарні продуктові розсилки, пошук нового житла для переселенців з зони проведення АТО і оплата його оренди).

### Компенсація оренди житла для малозабезпечених сімей переселенців
Проєкт спрямооний на допомогу сім'ям бійців-переселенців, які перебувають у скрутному становищі та потребують невідкладної допомоги.
Мета проєкту — допомогти переселенцям соціально адаптуватись на новому місці та повернутись до повноцінного життя.

### Забезпечення дітей бійців АТО та ООС шкільною формою
Фонд безкоштовно до 1 вересня 2015 року підготував шкільну форму для дітей бійців АТО.
Мета проєкту — підтримати дітей, батьки яких є захисниками нашої держави, щоб вони відчули, що вони діти героїв України.

### «Схід та Захід разом». Платформа для обміну знаннями про традиції, культуру, історію між школами різних регіонів України
Мета проєкту – показати учням на власні очі, якими насправді є інші регіони України.
Проєкт — це, насамперед, культурний обмін ідеями, ініціативами між школами, спілкування між школярами, через що прокладається шлях до ініціативності і батьків. Саме культурна платформа дає можливість для жителів усіх куточків України всіх віків і соціальних верств відчути себе єдиним народом.